# Febbre emorragica boliviana
La febbre emorragica boliviana, anche nota come tifo nero o febbre di Ordog è una febbre emorragica e malattia infettiva zoonotica causata dal virus Machupo, della famiglia delle Arenaviridae e originaria della Bolivia.

## Epidemiologia e storia
La malattia è stata identificata per la prima volta nel 1959 da un gruppo di ricerca guidato da Karl Johnson, che ne ha riconosciuto l'eziologia virale attribuendola ad un Arbovirus. La mortalità della febbre emorragica boliviana varia tra il 5 e il 30% e, a causa della patogenicità del virus, la sua conservazione a fine di studio necessita di un laboratorio P4.
Tra febbraio e marzo 2007 il servizio dipartimentale di salute (SEDES) di Beni, in Bolivia, riportarono un'epidemia di venti casi, tre dei quali fatali e, nel febbraio 2008, lo stesso ente riportò altri 200 casi, dei quali 12 mortali. A novembre 2011 un secondo caso venne riportato vicino alla città di Trinidad, facendo sospettare uno spostamento del virus verso sud, al di fuori zone endemiche, ovvero le province di Iténez e Mamoré.

## Trasmissione
La malattia viene trasportata da un vettore, il Calomys callosus, un roditore indigeno della Bolivia settentrionale. Gli animali infettati sono asintomatici e eliminano il virus con le deiezioni, che così può essere trasmesso all'uomo. La trasmissione diretta tra esseri umani esiste, ma si crede sia relativamente rara.

### Clinica
La malattia esordisce lentamente con febbre, malessere generale, cefalea e dolore muscolare. Entro sette giorni dall'esordio della manifestazioni cliniche iniziano a manifestarsi emorragie petecchiali nella parte superiore del corpo ed epistassi.

### Prevenzione
Misure atte a ridurre il contatto tra il vettore e gli esseri umani hanno di fatto limitato il numero di focolai, senza alcun caso identificato tra il 1973 e il 1994. Sebbene non ci siano terapie efficaci, un vaccino sviluppato per il simile virus Junín, agente eziologico della febbre emorragica argentina, ha dato prove di reattività crociata con il virus Machupo e può quindi essere un'efficace misura di profilassi per persone ad alto rischio di infezione. I pazienti guariti dalla malattia diventano normalmente immuni a un secondo contagio.

## Utilizzo come arma biologica
La febbre emorragica boliviana è una delle tre febbre emorragiche e uno della dozzina di patogeni che gli Stati Uniti hanno studiato come potenziale arma biologica prima che il paese sospendesse il programma.